# Alexandru Onică
Alexandru Onică (ur. 25 lipca 1984 w Kiszyniowie) – mołdawski piłkarz, grający na pozycji pomocnika, reprezentant Mołdawii.

## Kariera piłkarska

### Kariera klubowa
W 2001 rozpoczął karierę piłkarską w klubie FC Hîncești, a w następnym roku przeniósł się do Unisport-Auto Kiszyniów. W 2005 wyjechał do Rosji, gdzie bronił barw klubów Spartak Czelabińsk i KAMAZ Nabierieżnyje Czełny. W 2006 powrócił do Mołdawii, gdzie został piłkarzem Dacii Kiszyniów i pełnił również funkcje kapitana drużyny. 23 grudnia 2009 przeszedł do ukraińskiej Worskły Połtawa. W lutym 2011 powrócił do Dacii. W sezonie 2012/2013 występował w Sheriffie Tyraspol. Latem 2013 przeszedł do Lokomotivu Taszkent.

### Kariera reprezentacyjna
W 2008 zadebiutował w narodowej reprezentacji Mołdawii. Wcześniej występował w młodzieżowej reprezentacji Mołdawii.

## Sukcesy i odznaczenia

### Sukcesy klubowe
- wicemistrz Mołdawii: 2008, 2009
- finalista Pucharu Mołdawii: 2009

### Sukcesy indywidualne
- najlepszy pomocnik Mistrzostw Mołdawii: 2009[4].